# Jorge Campos
Jorge Francisco Campos Navarrete, född 15 oktober 1966 i Acapulco, är en mexikansk före detta fotbollsspelare. Campos var en stor spelare i Mexiko under 1990-talet och i klubblaget UNAM Pumas spelade han både som målvakt, högerback och anfallare.

## Karriär

### Klubblag
Jorge Campos startade sin karriär i UNAM Pumas 1988. Då Adolfo Ríos var förstamålvakt och Campos ville ha speltid så började han spela som anfallare istället. Under sin andra säsong i klubben gjorde han tolv mål i ligan. Under säsongen 1990/91 så blev han dock förstavalet i målet när Pumas vann ligan.
Han vann ligan även med Cruz Azul 1997. Dock så var han andramålvakt bakom Óscar Pérez och användes istället sporadiskt som anfallare.
Campos spelade även för Atlante, Tigres UANL och Puebla i Mexiko. 1997, när han var i Atlante så gjorde han ett mål genom en cykelspark. I den matchen så startade han som målvakt men flyttades under matchens gång upp i anfallet.
Han spelade också i MLS-klubbarna Los Angeles Galaxy och Chicago Fire.

### Landslaget
För Mexiko gjorde Campos 130 landskamper. Han var med i tre VM-slutspel; VM 1994 och VM 1998 som förstamålvakt, samt VM 2002 där han var reservmålvakt.

## Meriter
UNAM Pumas
- Primera División: 1991

Cruz Azul
- Primera División: Invierno 1997

Chicago Fire
- MLS Cup: 1998
- Lamar Hunt US Open Cup: 1998

Mexiko
- FIFA Confederations Cup: 1999
- CONCACAF Gold Cup: 1993, 1996